# Imaginary Monsters
Imaginary Monsters è un EP del gruppo canadese The Birthday Massacre, pubblicato il 9 agosto 2011. L'album contiene tre brani inediti e cinque remix.

## Tracce
1. Forever – 3:56
2. Burn Away – 3:43
3. Left Behind – 2:36
4. Pale (Kevvy Mental & Dave Ogilvie "Rubber Unicorn" Mix) – 4:09
5. Control (Tweaker Mix) – 3:32
6. Shallow Grave (Combichrist "Good For Her" Mix) – 4:33
7. Pins and Needles (SKOLD Mix) – 5:01
8. Shallow Grave (Assemblage 23 Mix) – 4:24
9. In the Dark (Music Video iTunes Bonus Track) – 3:40